# Амольтепекский миштекский язык
Амольтепекский миштекский язык (Amoltepec Mixtec, Mixteco de Amoltepec, Santiago Amoltepec, Western Sola de Vega Mixtec) — миштекский язык, на котором говорят в 20 деревнях, в городах Барранка-Оскура, Йано-Конехо, Йиано-Тигре, Колония-де-Хесус, Ла-Месийа, Ла-Тортуга, Лас-Куэвас, Эль-Армадийо, Эль-Кокаль, Эль-Лаурель, Эль-Мамей, Эль-Сапоте муниципалитета Сантьяго-Амольтепек западного края округа Сола-де-Вега штата Оахака в Мексике.
Алфавит на латинской основе: a, ch, d, e, f, g, i, ɨ, j, k, kw, l, m, n, ñ, o, p, r, s, t, u, v, x, y, '.